# Hermann Krupp
Hermann Krupp (Essen, 1814. február 15. – Berndorf, 1879. július 25.) osztrák vállalkozó, a Krupp-dinasztia osztrák fióktelepének alapítója.

## Életpályája
Hermann Friedrich Krupp és felesége Therese, szül. Wilhelmi harmadik gyermekként született. Bátyja, Alfred Krupp volt. Miután befejezte tanulmányait a burgplatzi királyi gimnáziumban Essenben, Solingenben tanonckodott, szabadidejében pedig apja üzletében dolgozott.
A testvére, Alfred által Berndorfban megalapított Berndorfer Metallwarenfabrik műszaki igazgatója lett. 1847-ben találkozott Marie Baummal, a gazdag Daniel Baum lányával, majd 1847-ben feleségül vette és nyaranta a Berndorfer Metallwarenfabrik szomszédságában éltek, míg a téli hónapokban a család Bécsben lakott Wollzeile-ben, szemben a Metallwarenfabrik városrészével.
Hermann Krupp protestáns volt, felesége Marie katolikus. A vallásos vegyes házasságnak megfelelően a hat gyermeket másképp keresztelték meg, fiai protestánsok, a lányok katolikusok lettek.
Hermann Krupp nagyon elkötelezett volt a munkájában, és mindig jó kapcsolata volt az alkalmazottaival, akik ugyanolyan hűségesek voltak hozzá. Ezért az Essenben végzett munkákkal ellentétben az 1848-as forradalomnak nem volt kedvezőtlen hatása a berndorfi gyárra, nem volt munkaszünet (sztrájk). Az Essenben jelentkező hatások azt jelentették, hogy Therese Krupp tulajdonosként eladta az esseni üzemet Alfrednek, aki most visszavonult a berndorfi székhelyű társaságból, míg Hermann visszautasította az esseni gyár örökségét.
Bár Alfred és Hermann mint testvérek nagyon különböző karakterek, családi kapcsolataik mindig jók voltak.
1876-ban Krupp részt vett a Philadelphiában megrendezett World Expo-n, és számos céges látogatást is tett az Egyesült Államokba, hogy új ötleteket, tapasztalatokat szerezzen a nikkel és ezüstgyártás terén.
Az utazások után egészsége meggyengült és a céget fiának, Arthurnak adta át. Hermann Krupp 1879-ben, 65 évesen halt meg váratlanul.

## Fordítás
- Ez a szócikk részben vagy egészben  a   Hermann Krupp című német Wikipédia-szócikk fordításán alapul.  Az eredeti cikk szerkesztőit annak laptörténete sorolja fel. Ez a jelzés csupán a megfogalmazás eredetét és a szerzői jogokat jelzi, nem szolgál a cikkben szereplő információk forrásmegjelöléseként.